# Tên lửa Soyuz

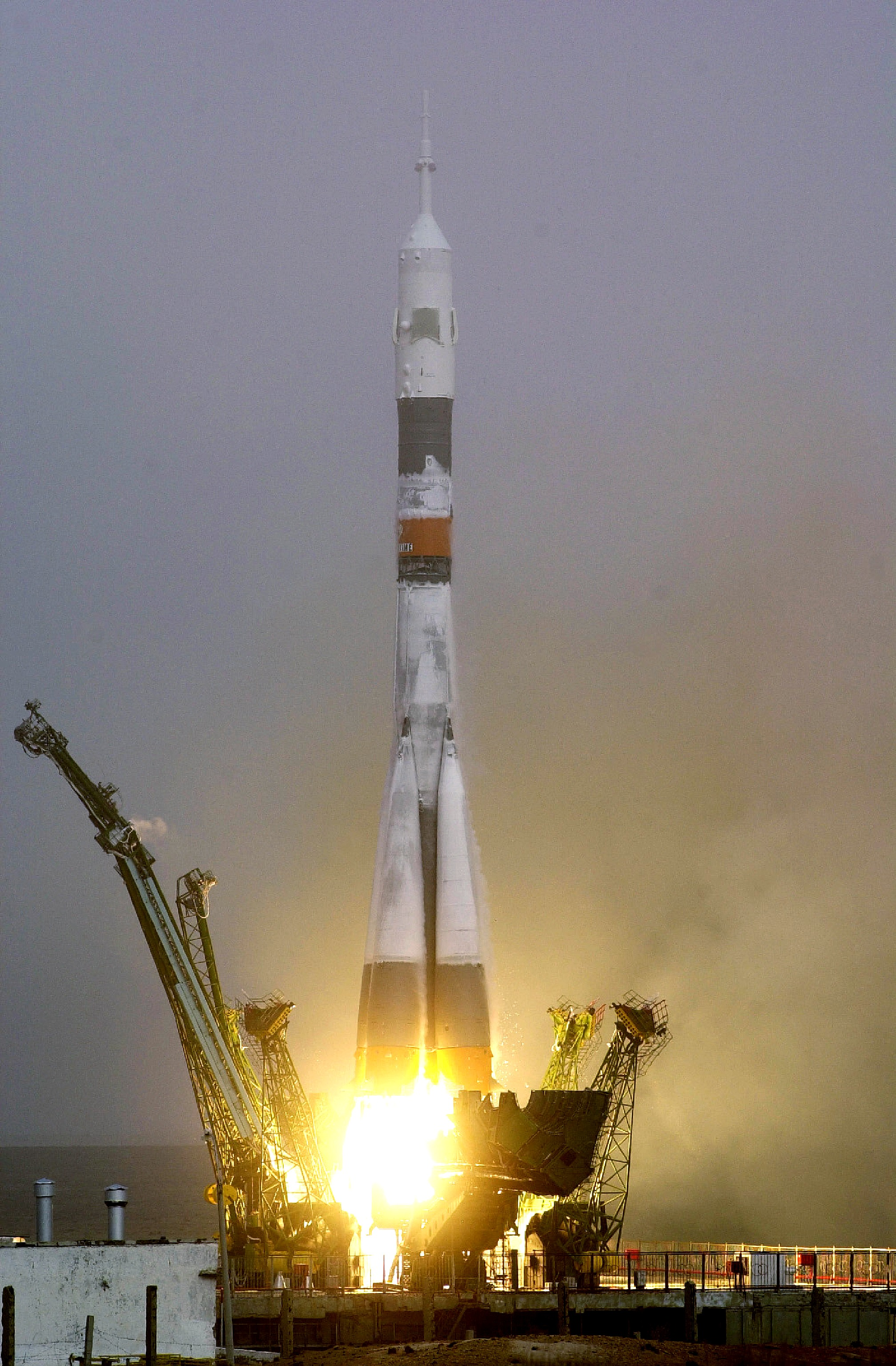
Tên lửa Soyuz-U mang tàu vũ trụ Soyuz TM-31 chở theo phi hành đoàn đầu tiên lên Trạm Vũ trụ Quốc tế - Expedition 1 - phóng vào ngày 31 tháng 10 năm 2000.

Tên lửa Soyuz (Союз – Liên hợp) là một tên lửa tải trọng hạng trung (Medium-lift launch vehicle/MLV) của Liên Xô (hiện nay là Nga) dùng để đưa các vệ tinh nhân tạo cũng như tàu vũ trụ lên không gian. Nó bắt nguồn từ tên lửa R-7, loại tên lửa đạn đạo xuyên lục địa đầu tiên trên thế giới do Liên Xô chế tạo. Đây là loại tên lửa duy nhất của Nga đang được sử dụng để đưa con người lên vũ trụ, nó đã đưa rất nhiều phi hành gia thuộc nhiều quốc tịch khác nhau lên vũ trụ. Các khách du lịch vũ trụ cũng được đưa lên không gian trên tàu Soyuz bởi loại tên lửa này. Hiện tại, thiết bị phóng này là phương tiện để Nga đưa các tàu chở người Soyuz và tàu vận tải không người lái Progress/Tiến bộ lên Trạm Vũ trụ Quốc tế.
Soyuz là loại tên lửa đẩy kỳ cựu được sử dụng nhiều và lâu nhất trên thế giới so với các loại thiết bị phóng khác với tổng cộng hơn 1700 lần phóng kể từ khi bắt đầu được sử dụng vào năm 1966. Loại tên lửa này nổi tiếng bởi số lần phóng khổng lồ cùng độ tin cậy cao, mặc dù thiết kế đã rất cũ. Nó được coi là xương sống cho các chương trình không gian có người lái và không người lái của Nga và được sản xuất bởi trung tâm không gian Samara (TsSKB-Progress) tại Samara, liên bang Nga. Tên lửa Soyuz được phóng lên từ Sân bay vũ trụ Baykonur ở Kazakhstan và Plesetsk ở phía tây bắc nước Nga. Bãi phóng Kourou của châu Âu ở Guyana (khu vực Nam Mỹ) thuộc Pháp cũng được xây dựng thêm để trở thành địa điểm phóng thứ ba cho tên lửa Soyuz theo một chương trình hợp tác giữa châu Âu và Nga trong lĩnh vực không gian. Vào ngày 28 tháng 4 năm 2016, một tên lửa Soyuz-2.1a đã lần đầu phóng tại bãi phóng tên lửa Soyuz thứ tư và mới nhất của Nga, bãi phóng Vostochny (Космодром Восточный - Kosmodrom Vostochny - "Eastern Spaceport").

## Lịch sử
Vào thập niên 50, dưới sự lãnh đạo của Sergey Korolev, người đứng đầu cục thiết kế OKB-1 (hiện nay là RKK Energia), R-7, tên lửa đạn đạo xuyên lục địa tiên của Liên Xô và thế giới đã được phát triển và chế tạo. Khi đầu đạn hạt nhân trở nên nhỏ và nhẹ hơn nó nhanh chóng trở nên lỗi thời cho mục đích này và bị thay thế bởi các loại tên lửa khác. Tuy nhiên với vai trò là một thiết bị phóng trong lĩnh vực không gian, nó lại rất nổi tiếng và thành công. Chính tên lửa này đã mang Sputnik, vệ tinh nhân tạo đầu tiên của loài người lên không gian vào ngày 4 tháng 10 năm 1957. R-7 chính là nền tảng của nhiều loại thiết bị phóng khác nhau của Liên Xô trước đây và Nga hiện nay, mà nổi tiếng nhất chính là tên lửa đẩy Soyuz.

Tên lửa Soyuz được phóng lên thành công lần đầu tiên vào ngày 28 tháng 11 năm 1966. Phiên bản đầu tiên (11A511) được cải tiến từ tên lửa Voskhod, vốn xuất phát từ tên lửa R-7A (8K74) nâng cấp từ R-7. Phiên bản 11A511 này ban đầu nằm trong dự án Soyuz và được thiết kế để phóng tàu vũ trụ Soyuz 7K - 9K - 11K, do đó nó cũng được đặt tên là tên lửa Soyuz. Sau đó cái tên này trở nên phổ biến và thông dụng cho đến nay.

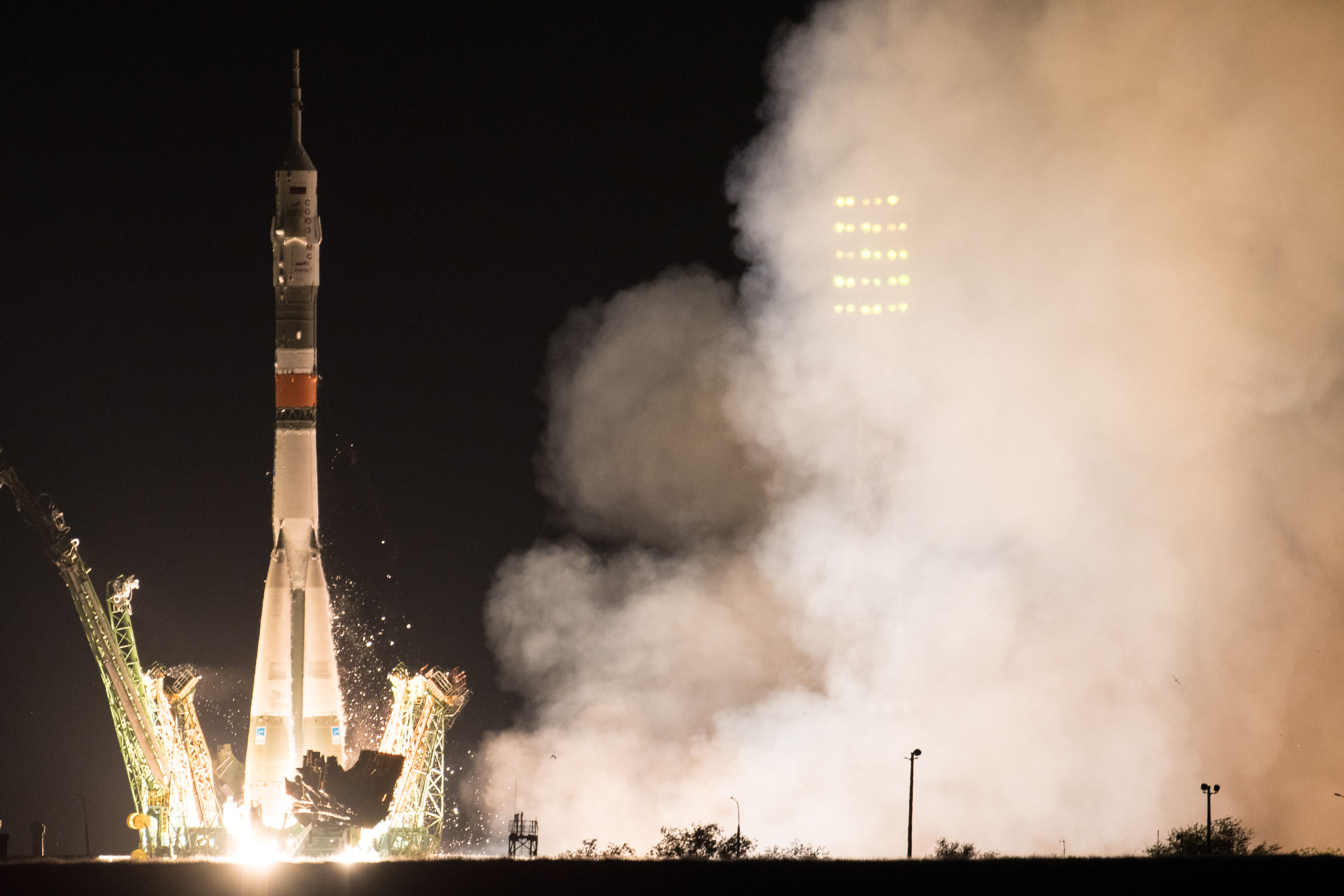
Tên lửa Soyuz-FG phóng phi hành đoàn Expedition 60 trên tàu vũ trụ Soyuz MS-13 lên Trạm Vũ Trụ Quốc tế.

Vào năm 1973, một phiên bản đổi mới của phiên bản Soyuz ban đầu được đưa vào sử dụng gọi là Soyuz-U (11A511U). Phiên bản này là loại phổ biến nhất trong dòng tên lửa Soyuz và được sử dụng cho tới tận ngày nay. Vào năm 1982, một loại tên lửa Soyuz cải tiến gọi là Soyuz-U2 (11A511U2) được đưa vào sử dụng với khả năng mang trọng tải cao hơn phiên bản Soyuz-U một chút. Loại tên lửa này sử dụng một loại dầu lửa tổng hợp gọi là "Sintin" cho tầng thứ nhất. Tuy nhiên sự ngừng sản xuất Sintin vào năm 1996 khiến việc sử dụng Soyuz-U2 bị ngưng lại và được thay thế trở lại bởi Soyuz-U. Đầu thập niên 80 là giai đoạn đỉnh điểm của việc sản xuất các tên lửa Soyuz với khoảng 60 chiếc được chế tạo ra mỗi năm.

Sau khi Liên Xô sụp đổ, các nhà phát triển tên lửa Soyuz, cùng với ngành vũ trụ Nga, muốn củng cố mạng lưới các nhà thầu phụ bên trong lãnh thổ Liên Bang Nga. Để đạt được điều đó, TsSKB-Progress đã lập ra kế hoạch mang tên "Rus", phát triển một phiên bản mới của Soyuz. Đó là tên lửa Soyuz-2, với các thành phần và chi tiết được sản xuất hoàn toàn ở Nga và một số cải tiến kĩ thuật, nổi bật là động cơ tầng thứ 3 hoàn toàn mới - RD-0124 - và hệ thống điều khiển chuyến bay kĩ thuật số (digital flight control system), thay cho hệ thống điều khiển khiển kĩ thuật tương tự (analog flight control system). Tuy nhiên những khó khăn về tài chính buộc các nhà phát triển phải chia dự án Soyuz-2 ra các giai đoạn: Soyuz-2.1a và Soyuz-2.1b. Soyuz-2.1a được phóng thử thành công vào tháng 11 năm 2004. Soyuz-2.1b được phát triển từ Soyuz-2.1a, và là phiên bản được nâng cấp đầy đủ với động cơ tầng thứ ba hoàn toàn mới. Soyuz-2.1b được phóng thành công vào tháng 12 năm 2006 từ bãi phóng Baikonur.

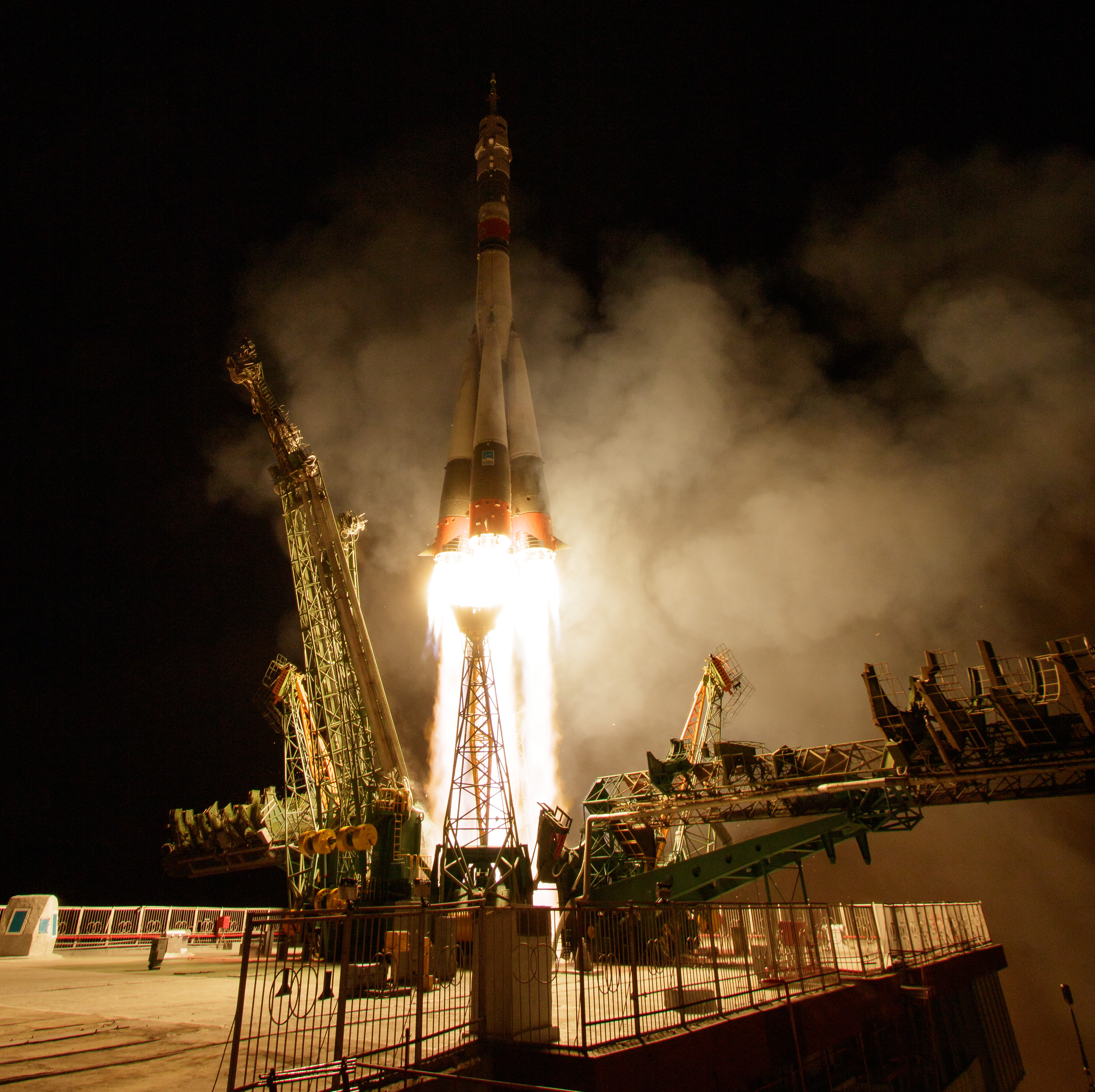
Tên lửa Soyuz-FG phóng tàu vũ trụ Soyuz MS-15 chở phi hành đoàn Expedition 61 lên Trạm Vũ trụ Quốc tế

Vào tháng 7 năm 1996, Starsem, một công ty hợp tác giữa châu Âu và Nga được lập ra để cung cấp các dịch vụ phóng Soyuz thương mại. Công ty này được Nga sở hữu 50% và châu Âu sở hữu 50%. Sự thành lập của Starsem tạo ra một nguồn tài chính mới cho dự án nâng cấp Soyuz, đưa tới việc chế tạo ra một phiên bản Soyuz ít tham vọng hơn, Soyuz-Fregat, gồm một tên lửa Soyuz-U được sửa đổi một chút cộng thêm tầng phía trên Fregat. Phiên bản Soyuz-FG sau này cũng được sử dụng để gắn thêm tầng trên Fregat. Soyuz-Fregat được coi là một bước chuyển tiếp lên Soyuz 2 và được phóng lên lần đầu vào năm 2000.

Năm 2001, Soyuz-FG sửa đổi từ Soyuz-U ra đời. Phiên bản này có khả năng mang trọng tải tăng hơn so với Soyuz-U với việc sử dụng động cơ tầng thứ nhất và thứ hai mới (RD-107A và RD-108A) có hiệu suất cao hơn so với những động cơ của Soyuz-U. 

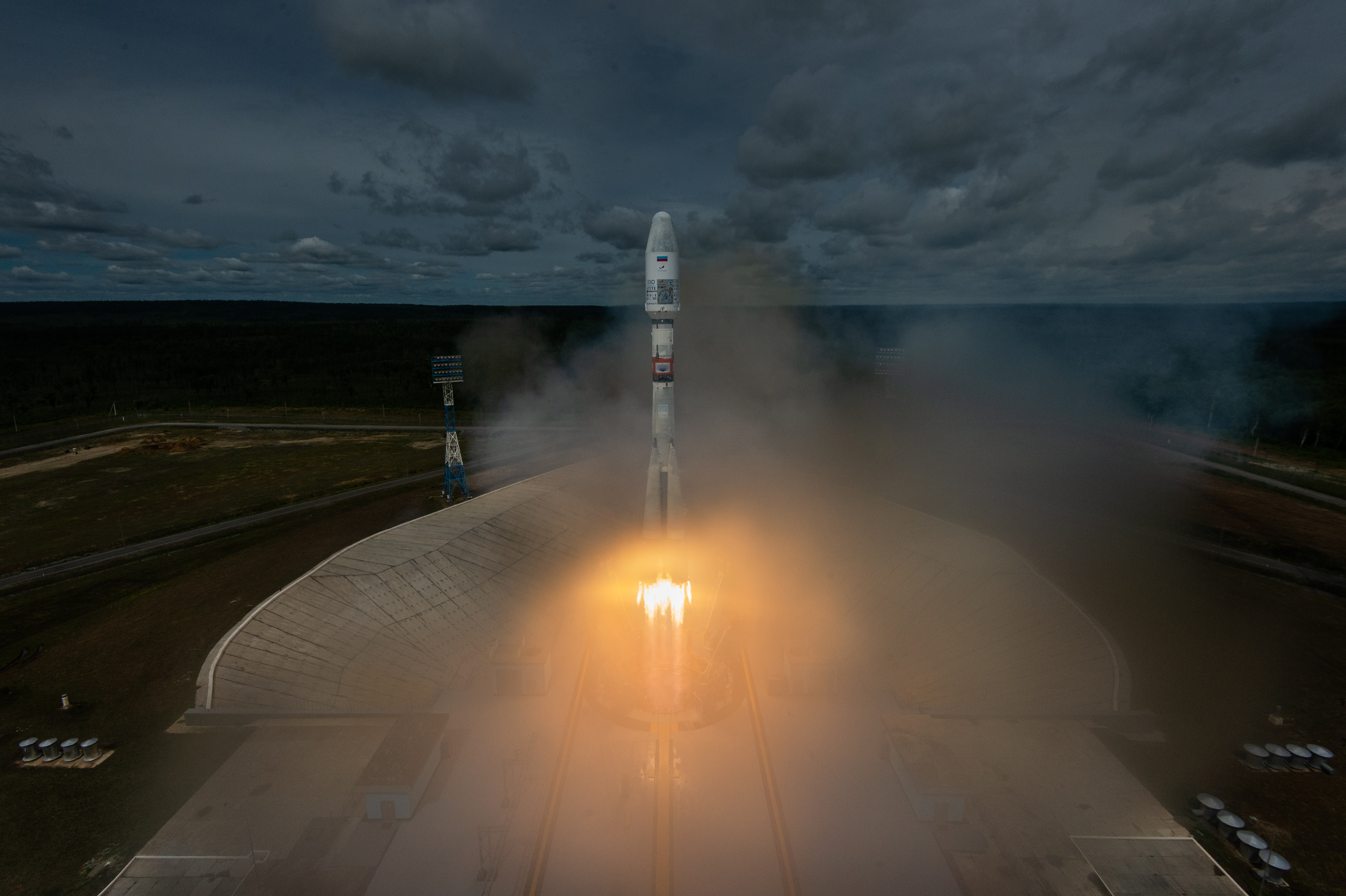
Tên lửa Soyuz-2.1b phóng vệ tinh Meteor-M 2-2 từ bãi phóng Vostochny, Nga.

Hiện tại, Soyuz-2.1a, Soyuz-2.1b, Soyuz-2.1v là ba phiên bản của Soyuz đang được sản xuất và sử dụng cho việc phục vụ Trạm Vũ trụ Quốc tế, các chương trình của chính phủ cũng như các mục đích thương mại. Trong chương trình Trạm Vũ trụ Quốc tế, từ năm 2001-2019, Soyuz-FG, Soyuz-U và Soyuz-2.1a được dùng để phóng tàu vũ trụ chở người Soyuz và tàu vận tải Tiến bộ (Progress). Soyuz-U phóng lên vũ trụ lần cuối cùng vào ngày 22 tháng 2 năm 2017, đưa tàu vận tải Progress (Tiến bộ) MS-05 lên Trạm Vũ trụ Quốc tế. Soyuz-FG phóng lần cuối vào ngày 25 tháng 9 năm 2019, đưa tàu vũ trụ Soyuz MS-15 lên Trạm Vũ trụ Quốc tế. Từ năm 2020 tàu vũ trụ Soyuz MS và tàu vận tải Progress MS sẽ được phóng bằng tên lửa Soyuz-2.1a.
Vào tháng 4 năm 2005, một thỏa thuận giữa cơ quan không gian Nga Roscosmos và Arianespace đã được ký kết tại Moscow về việc xây dựng các cơ sở hạ tầng cần thiết để phóng tên lửa Soyuz-ST từ bãi phóng Kourou, Guiana. Soyuz-ST, một phiên bản của Soyuz-2 được điều chỉnh để có thể thực hiện các vụ phóng thương mại từ bãi phóng Kourou của châu Âu. Vị trí gần quỹ đạo của Kourou sẽ giúp các tên lửa Soyuz-ST được phóng từ đây có thể mang trọng tải nặng hơn lên các quỹ đạo gần Trái Đất hay quỹ đạo địa tĩnh so với phóng từ Baikonur hay Plesetsk. Soyuz-ST theo kế hoạch sẽ bắt đầu phóng các trọng tải không chở người tại Kourou từ đầu năm 2009. Vào ngày 21 tháng 10 năm 2011, tên lửa Soyuz-ST-B mang theo 2 vệ tinh định vị Galileo phiên bản thử nghiệm của ESA phóng lên lần đầu từ bãi phóng mới tại Kourou, Guiana.
Hiện nay, do nhu cầu của chính phủ Nga, hoạt động của Trạm Vũ trụ Quốc tế cũng như các đơn đặt hàng thương mại từ Starsem, Glavkosmos và các hợp đồng từ Arianespace, TsSKB-Progress sản xuất trung bình khoảng 10 – 15 thiết bị phóng mỗi năm. Tuy nhiên công ty này có thể nhanh chóng tăng sản lượng xuất xưởng nếu như có yêu cầu.

## Cấu tạo
Được chế tạo bởi TsSKB Progress, Soyuz là một loại phương tiện phóng hạng trung chỉ sử dụng một lần. Nó có thể mang trọng tải lên các quỹ đạo thấp gần Trái Đất (LEO – Low Earth Orbit), quỹ đạo chuyển đổi địa tĩnh (GTO - Geostationary Transfer Orbit), quỹ đạo địa tĩnh (GSO - Geo-Stationary Orbit), quỹ đạo đồng bộ mặt trời (SSO - Sun-Synchronous Orbit) và thậm chí là rời khỏi Trái Đất (lên Sao Hỏa, Mặt Trăng...). Để đưa trọng tải tới quỹ đạo GTO, GSO hay xa hơn, tên lửa Soyuz được gán thêm một tầng thứ tư. Tầng này sẽ hoạt động một cách độc lập trên quỹ đạo.
Theo thuật ngữ của Nga, Soyuz là một loại phương tiện phóng ba tầng. Nó gồm có tầng thứ nhất và tầng thứ hai tương tự như của tên lửa hai tầng R-7 và có thêm một tầng thứ ba ở trên. Cả ba tầng này đều sử dụng nhiên liệu là dầu lửa và chất oxy hóa là ôxi lỏng (Riêng loại Soyuz-U2 sử dụng Sintin, một loại dầu lửa tổng hợp) . Các động cơ dùng trong tên lửa Soyuz được thiết kế bởi NPO Energomash.

Cấu tạo, thành phần tên lửa Soyuz-FG và tàu vũ trụ Soyuz MS

- Tầng thứ nhất - Blok-B, V, G và D (Блок-Б, В, Г, Д)[21]: còn gọi là tầng đẩy phụ (booster), tầng này gồm 4 tên lửa đẩy hình nón dùng nhiên liệu lỏng được gán vào tầng thứ hai. Động cơ ở tầng này là RD-107A* (РД-107A). Mỗi động cơ này có 4 buồng đốt (combustion chamber), 2 buồng đốt vécnê (vernier thrusters) để điều khiển hướng bay, và một bộ bơm tua bin (turbopump) để bơm nhiên liệu vào buồng đốt. Các động cơ tầng thứ 1 và thứ 2 khởi động cùng lúc khi bắt đầu phóng. Động cơ tầng này có thời gian hoạt động là 118 giây. Khi các động cơ của tầng đầu tiên ngừng hoạt động, nó sẽ tự động tách ra khỏi tầng thứ hai. Không có một hệ thống cơ khí, điện hay thủy lực nào để tách rời tầng này khỏi tầng thứ hai[4].

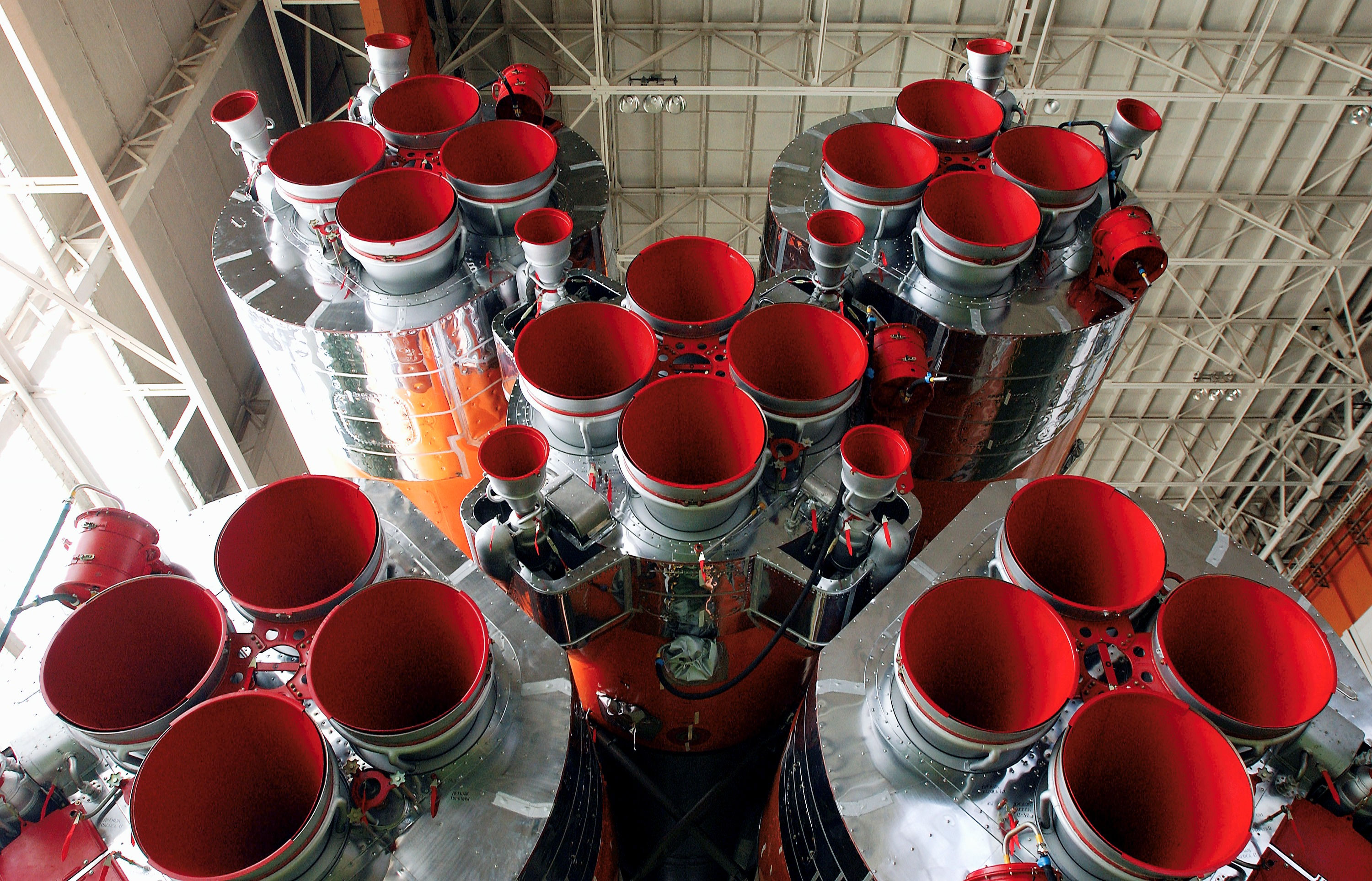
Động cơ tầng thứ 1 và thứ 2 của tên lửa Soyuz.

- Tầng thứ hai - Blok-A (Блок-А) [21]: còn gọi là tầng trung tâm (core stage). Nó có hình trụ với một động cơ tên lửa ở đáy. Động cơ ở tầng này là RD-108A* (РД-108A) cũng gồm 4 buồng đốt và một bộ bơm tua bin như mỗi động cơ của tầng thứ nhất, nhưng có 4 (thay vì 2) buồng đốt vécnê. Phần phía dưới của tầng này được làm thon lại để 4 tên lửa đẩy của tầng thứ nhất được gán sát với nhau[4]. 2 giây trước khi tầng thứ hai tách ra, tầng thứ ba sẽ hoạt động. Luồng khí thải ra từ động cơ ở tầng 3 sẽ thoát ra qua bộ giàn mở ở giữa tầng 2 và 3. Đây được gọi là tách tầng nóng (hot separation).
- Tầng thứ ba - Blok-I (Блок-И) [21]: Động cơ ở tầng này là RD-0110 (РД-0110) (Phiên bản Soyuz-2.1b dùng động cơ RD-0124 (РД-0124) mới) gồm 4 buồng đốt, một bộ bơm tua bin và 4 buồng đốt vécnê (động cơ RD-0124 không có 4 buồng đốt vécnê, ống xả động cơ này có thể cử động để đổi hướng xả khí và điều khiển hướng bay). Động cơ này có miệng ống xả rộng để có thể hoạt động hiệu quả trong môi trường chân không. Tầng được nối vào phía trên tầng thứ 2 và là nơi mà trọng tải của vụ phóng được đặt lên[4].

*Lưu ý: những động cơ tên lửa nêu trên đều là của tên lửa Soyuz-FG, Soyuz-2.1a và Soyuz-2.1b. Các phiên bản Soyuz trước đều sử dụng động cơ cũ: RD-117 và RD-118.
Ngoài 3 tầng này ra còn có thể có thêm một tầng thứ tư (còn được gọi là upper stage - tầng phía trên) được lắp thêm vào phía trên tầng thứ ba để tăng sức mang trọng tải cho tên lửa Soyuz. Các loại tầng phía trên đã được sử dụng trên tên lửa Soyuz:
- Tầng trên Ikar: Được phát triển bởi chính TsSKB Progress. Ikar bắt nguồn từ hệ thống tạo sức đẩy của dòng vệ tinh gián điệp Yantar. Nó có thể khởi động lại tới 50 lần, sử dụng nhiên liệu là UDMH và chất oxy hóa là N2O4. Tầng này thích hợp cho việc triển khai trọng tải gồm nhiều vệ tinh. Nó được Starsem sử dụng cho các cuộc phóng thương mại của mình[22]. Hiện tại tầng trên này không còn được sử dụng.
- Tầng trên Fregat: Được phát triển bởi NPO Lavochkin. Fregat có nguồn gốc từ hệ thống tạo sức đẩy (propulsion system) của các tàu thăm dò liên hành tinh của Lavochkin. Nó có thể khởi động lại tới 20 lần. Tương tự như Ikar, nó sử dụng nhiên liệu là UDMH và chất oxy hóa là N2O4. Tầng này được sử dụng trong các lần phóng của Cơ quan Vũ Trụ Nga/Roscosmos, Arianespace và Lực lượng Hàng không - Vũ trụ Nga.
- Tầng trên Volga

## Phiên bản

### Các phiên bản của Soyuz đã từng và đang hoạt động
- Soyuz* (11A511): Ban đầu được thiết kế để phóng phức hợp Soyuz 7K-9K-11K trong chương trình bay lên Mặt Trăng cũng như vệ tinh do thám Zenit-4, do đó được gọi là tên lửa Soyuz. Phiên bản này được phóng lên lần đầu tiên vào ngày 28 tháng 11 năm 1966. 11A511 đã được chuẩn hóa và sử dụng để phóng các phiên bản đầu tiên của tàu Soyuz cho tới năm 1975[7].
- Soyuz-L* (11A511L): Đây là phiên bản dùng để phóng thử nghiệm lên quỹ đạo Trái Đất tàu hạ cánh Mặt Trăng LK. Nó được phóng tất cả ba lần trong hai năm 1970 và 1971[23].
- Soyuz-M* (11A511M): Ban đầu được thiết kế để phóng phiên bản tàu quân sự chở người Soyuz 7K-VI. Dự án Soyuz 7K-VI sau đó bị hủy bỏ nhưng Soyuz-M vẫn được tiếp tục phát triển và sử dụng để phóng vệ tinh do thám Zenit-4MT từ năm 1971 tới 1976 [24].
- Soyuz-U* (11A511U): Hiện đại hóa từ 11A511, phiên bản này đã được chuẩn hóa và trở thành loại tên lửa được phóng nhiều nhất trong lịch sử, với tổng cộng 787 lần phóng trong 43 năm hoạt động, trong đó có 765 lần phóng thành công và 22 lần phóng thất bại. Soyuz-U được phóng lên lần đầu năm 1973, được sử dụng một cách rộng rãi để phóng nhiều loại trọng tải, từ các tàu vũ trụ tới nhiều loại vệ tinh nhân tạo khác nhau. Soyuz-U phóng lần cuối vào ngày 22 tháng 2 năm 2017, đưa tàu vận tải Progress MS-05 lên Trạm Vũ trụ Quốc tế.[14]

- Soyuz-U2* (11A511U2): Sử dụng Sintin làm nhiên liệu cho tầng đầu tiên. Phiên bản này bắt đầu hoạt động năm 1982 dùng để phóng các vệ tinh hay tàu có người lái cần khối lượng lớn hơn một chút so với phiên bản Soyuz-U. Việc sử dụng Soyuz-U2 bị hủy bỏ năm 1996 do sự ngưng sản xuất Sintin và được thay thế lại bởi Soyuz-U[9].
- Soyuz-FG* (11A511FG): Được phóng lên lần đầu vào năm 2001. Soyuz-FG được nâng cấp từ Soyuz-U với khả năng mang trọng tải tăng so với Soyuz-U. Soyuz-FG được dùng đa phần để phóng tàu vũ trụ Soyuz và tàu vận tải Progress trong chương trình ISS. Soyuz-FG phóng lần cuối vào ngày 25 tháng 9 năm 2019, đưa tàu vũ trụ Soyuz MS-15 lên Trạm Vũ trụ Quốc tế[15], kết thúc 18 năm hoạt động của nó (2001-2019) với tổng cộng 70 lần phóng, trong đó có 69 lần phóng thành công và 1 lần phóng thất bại (Soyuz MS-10).

- Soyuz-2.1a (14A14): Đây là giai đoạn đầu tiên của dự án Soyuz-2. Phiên bản này được phóng thử lần đầu vào tháng 11 năm 2004.

- Soyuz-2.1b (14A14): Đây là giai đoạn tiếp theo của dự án Soyuz-2 phát triển từ Soyuz-2.1a. Soyuz-2.1b là phiên bản được nâng cấp đầy đủ, với việc thay thế động cơ RD-0110 cũ bằng động cơ RD-0124 mới hơn và đã được phóng lên vào ngày 27 tháng 12 năm 2006 từ bãi phóng Baikonur mang theo vệ tinh COROT[25].
- Soyuz-2.1v (14A15): Từng được gọi là Soyuz-1, là một biến thể tên lửa đẩy hạng nhẹ của dòng Soyuz, với tầng trung tâm sử dụng một động cơ NK-33 hoàn toàn khác và khỏe hơn so với động cơ RD-108A. Tên lửa đồng thời không có tầng đẩy phụ, khác với các dòng Soyuz khác. Tên lửa này đã phóng lần đầu vào ngày 28 tháng 12 năm 2013, mang theo phiên bản thử nghiệm vệ tinh nghiên cứu dành cho học sinh, sinh viên Aist và 2 vệ tinh khác của Bộ Quốc phòng Nga.

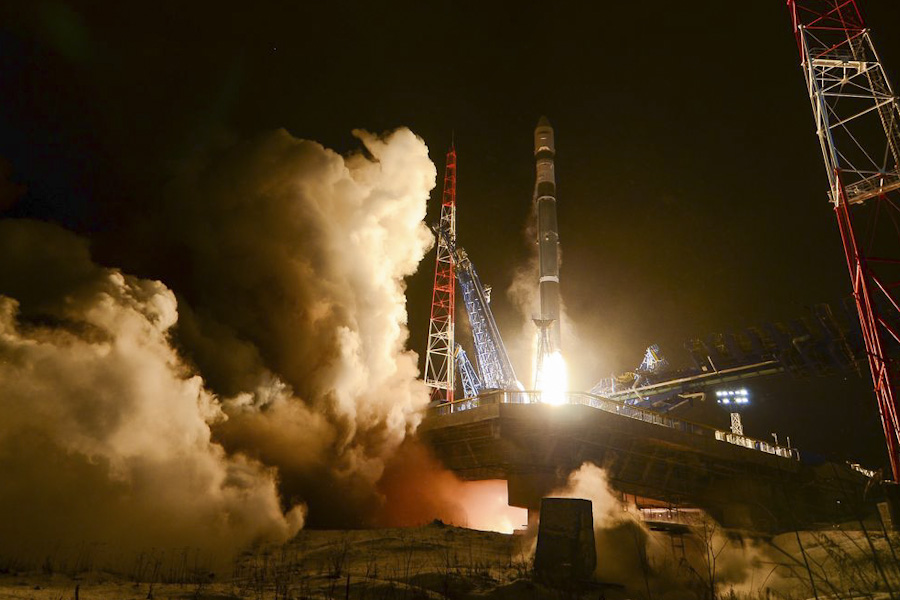
Tên lửa Soyuz-2.1v phóng từ bãi phóng Plesetsk, Nga

Chú thích: các phiên bản Soyuz có đánh dấu sao (*) đã ngưng hoạt động. Các phiên bản không đánh dấu vẫn đang hoạt động

### Các đề án bị hủy bỏ
- Soyuz 2-3: Khái niệm Soyuz 2-3 ra đời năm 2005, là bước trung gian giữa Soyuz 2 và Soyuz 3. Nó sẽ được dùng để phóng một phiên bản nhẹ của tàu Kliper và khoang chở hàng trong hệ thống tàu kéo quỹ đạo Parom [26].
- Soyuz 3: Đây là một dự án ra đời năm 2005. Soyuz 3 được thiết kế để phục vụ việc phóng tàu Kliper lên quỹ đạo[27].
- Onega: Một phiên bản cải tiến khác từ Soyuz, được đề nghị vào năm 2004 để phóng phi thuyền Kliper. Nếu được cấp ngân sách đầy đủ, phiên bản đồ sộ này có thể được phóng vào năm 2010[28].
- Soyuz 11K55: Đề xuất năm 1963. Phiên bản này được thiết kế để phóng tầng tên lửa Soyuz B (9K) trong phức hợp Soyuz A-B-V (7K-9K-11K) bay tới Mặt Trăng. Phiên bản này bị hủy bỏ cùng với Soyuz B[29].
- Soyuz 11K56: Đề xuất năm 1963 để phóng tàu chứa dầu Soyuz V (11K) trong phức hợp Soyuz A-B-V. Sau đó cũng bị hủy bỏ cùng với Soyuz V[30].
- Soyuz 11A514: Đề xuất năm 1964, phiên bản này được thiết kế để phóng vệ tinh do thám quân sự Soyuz R. Dự án này bị hủy bỏ cùng với đề án Soyuz R vào năm 1966[31].

## Bãi phóng

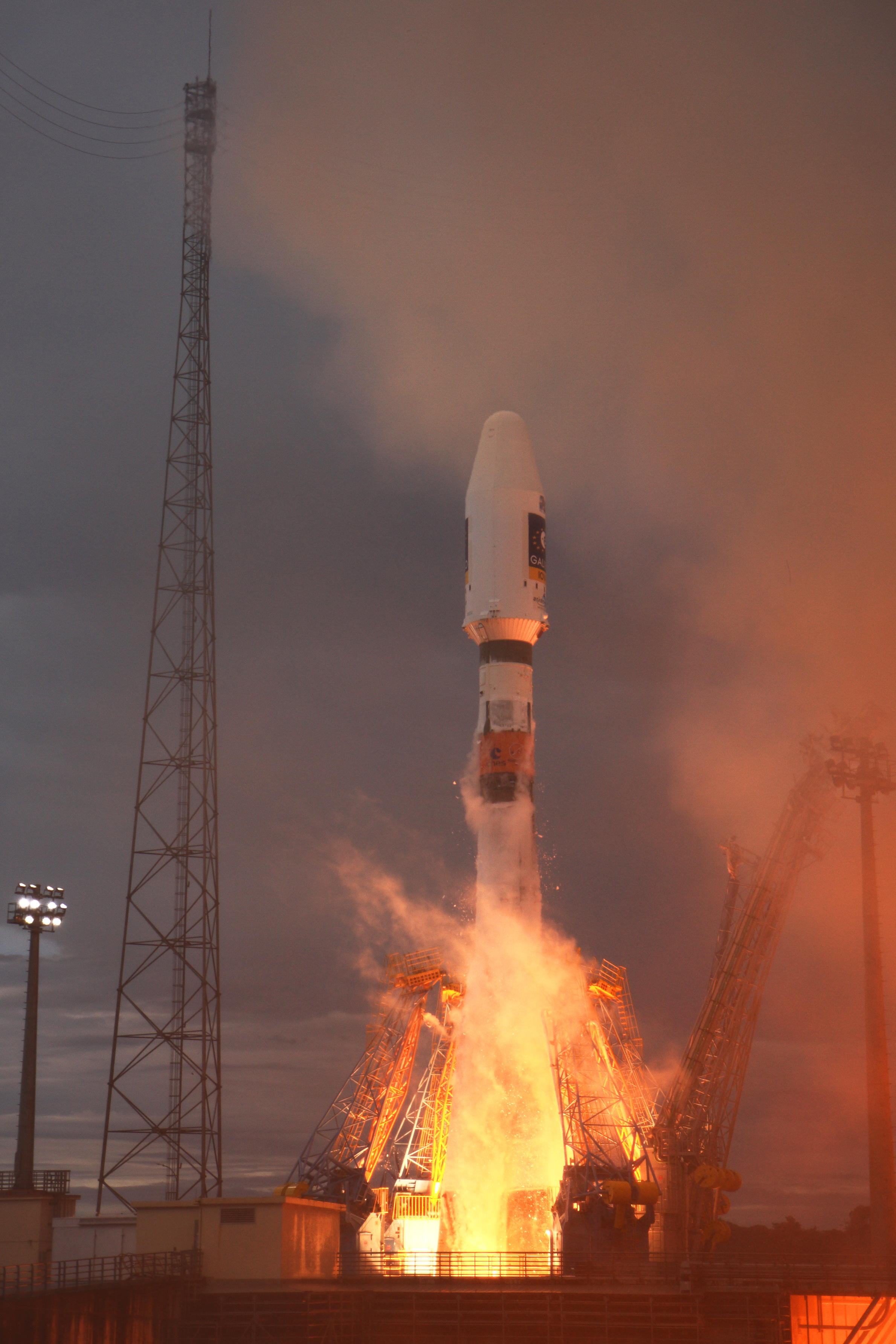
Tên lửa Soyuz-ST phóng vệ tinh định vị Galileo từ bãi phóng ELS, Trung tâm Vũ trụ Guiana, Guiana thuộc Pháp.

Tên lửa Soyuz có thể được phóng từ Baikonur, Kazakhstan; Plesetsk ở phía bắc nước Nga; bãi phóng Soyuz tại Kourou, Guiana của Pháp; và bãi phóng Vostochny tại tỉnh Amur, Nga. Tại Baikonur có hai bệ phóng dành cho Soyuz: phức hợp (LC – Launch Complex) số 1/5 và 31/6. Tại Plesetsk có 3 bệ phóng dành cho Soyuz: phức hợp số 16 và 43 (trái và phải). Soyuz còn được phóng từ Kourou, Guiana của Pháp, một địa điểm ở gần quỹ đạo. Bãi phóng của Soyuz ở Kourou, được gọi là ELS (l’Ensemble de Lancement Soyouz), nằm cách địa điểm phóng của Ariane 5 khoảng 13 km về phía tây bắc, ở gần làng Sinnamari. Bãi phóng Vostochny được khởi công vào năm 2011, và 5 năm sau tên lửa Soyuz-2.1a, mang theo vệ tinh thiên văn học Mikhailo Lomonosov của Đại học Quốc gia Moscow, vệ tinh nghiên cứu Aist-2D và SamSat 218, lần đầu phóng lên từ bãi phóng mới này, vào ngày 28 tháng 4 năm 2016.